# Papau drvo
Papau drvo (lat. Asimina), rod sjevernoameričkog manjeg drveća i grmova iz porodice Annonaceae. Postoji nekoliko vrsta, među kojima je poznatija indijanska banana.
Ime roda je indijanskog porijekla a dolazi iz jezika illinois ili njimna srodnog dijakta, a označava vrstu A. triloba. Opisao ga je francuski botaničar Michel Adanson.

## Vrste
1. Asimina angustifolia Raf.
2. Asimina incana (W.Bartram) Exell
3. Asimina manasota DeLaney
4. Asimina obovata (Willd.) Nash
5. Asimina parviflora (Michx.) Dunal
6. Asimina pygmaea (W.Bartram) Dunal
7. Asimina reticulata Shuttlew. ex Chapm.
8. Asimina spatulata (Kral) D.B.Ward
9. Asimina tetramera Small
10. Asimina triloba (L.) Dunal
11. Asimina ×bethanyensis DeLaney
12. Asimina ×colorata DeLaney
13. Asimina ×kralii DeLaney
14. Asimina ×nashii Kral
15. Asimina ×oboreticulata DeLaney
16. Asimina ×peninsularis DeLaney
17. Asimina ×piedmontana C.N.Horn